# Sewol
Die Sewol (kor. 세월호) war ein südkoreanisches RoPax-Fährschiff der Chonghaejin Marine Company, das ab März 2013 zwischen Incheon und der Insel Jejudo im Einsatz stand. Zuvor fuhr die 1994 fertiggestellte Fähre bis 2012 als Ferry Naminoue für die japanische Reederei A-Line Ferry.
Am 16. April 2014 kenterte die Sewol auf ihrem Weg von Incheon nach Jejudo auf Höhe der Insel Jindo im Gelben Meer. 172 der 476 Menschen an Bord überlebten das Unglück; 187 Menschen wurden bereits unmittelbar nach dem Untergang tot geborgen. Insgesamt kamen 304 Menschen ums Leben, darunter 250 Schüler zwischen 15 und 18 Jahren. 5 Todesopfer wurden auch nach der Bergung und Durchsuchung des Schiffes nicht gefunden.
Im März 2017 wurde das Wrack der Sewol gehoben und nach Mokpo überführt. Es soll dauerhaft erhalten bleiben.

## Geschichte

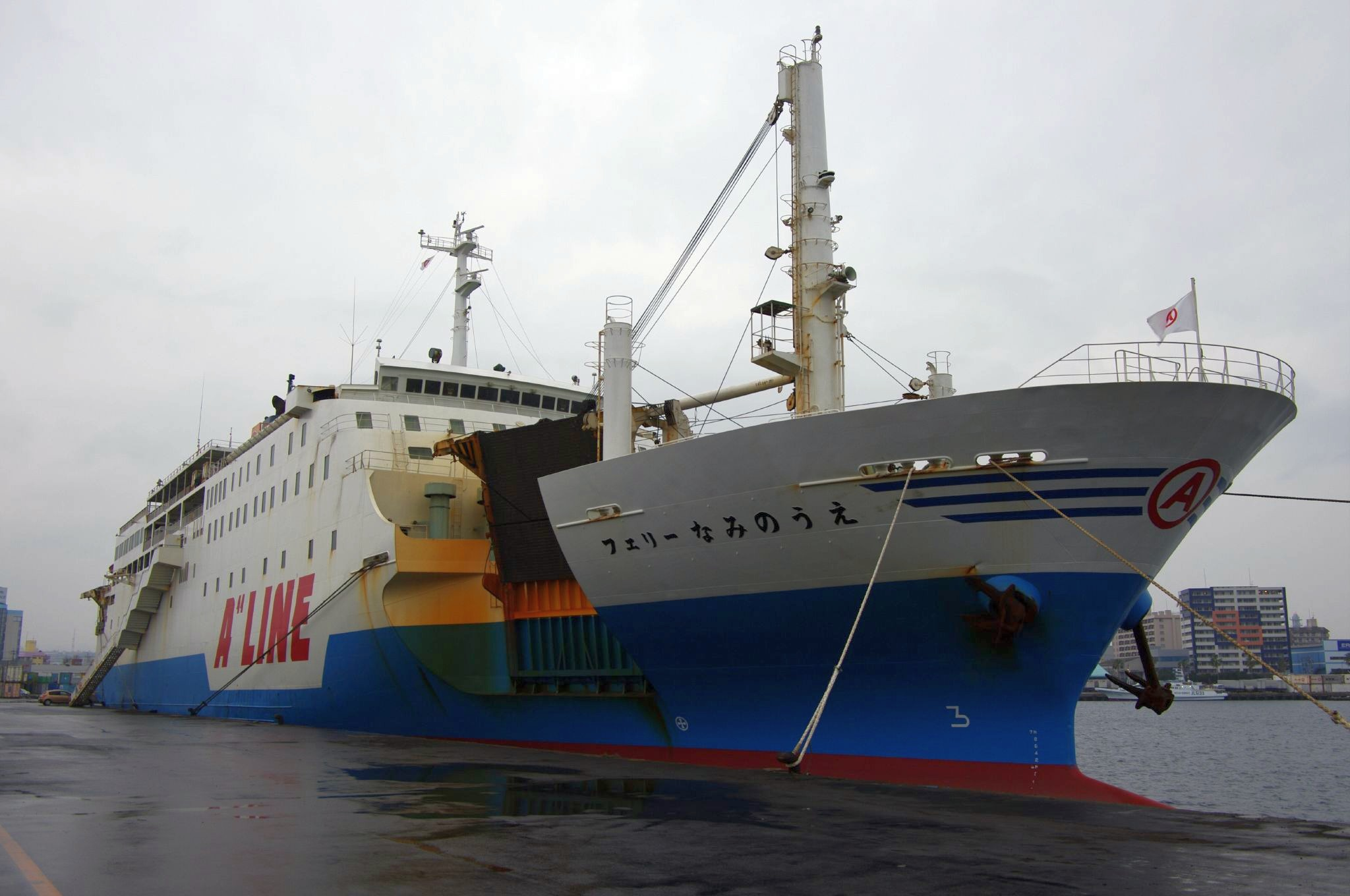
Als Ferry Naminoue in Kagoshima, Februar 2010

Das Schiff wurde 1994 unter dem Namen Ferry Naminoue (jap. フェリーなみのうえ, Ferī Naminoue) als Baunummer 1006 von der Werft Hayashikane in Nagasaki für die Fährreederei Ōshima Un’yu (engl. Oshima Transportation; seit 2005: Maru A Ferry, engl. A-Line Ferry) in Kagoshima gebaut und am 21. Juni des Jahres an den Auftraggeber abgeliefert. Die Ferry Naminoue stand auf der Linie von Kagoshima nach Amami-Ōshima, Tokunoshima, Okinoerabu-jima, Yoronjima, Motobu auf Okinawa und Naha im Einsatz. Sie wurde von A-Line Ferry 18 Jahre lang bis Oktober 2012 unter japanischer Flagge betrieben und anschließend von einem gleichnamigen Neubau ersetzt. Die südkoreanische Chonghaejin Marine Company in Incheon übernahm die Fähre 2013 und benannte sie in Sewol um. Das für umgerechnet etwa 11,3 Millionen US-Dollar verkaufte Schiff wurde vor seiner Indienststellung in Korea modernisiert und umgebaut. Hierbei erhielt die Sewol auch zusätzliche Aufbauten für mehr Kabinen auf Deck 3, 4 und 5, was die Gesamttonnage um 239 erhöhte. Nach der Abnahme durch das Korean Register of Shipping konnte am 15. März 2013 der Dienst aufgenommen werden.
Bis 2013 hatte das Schiff 52 Kabinen und konnte 804 Passagiere, 90 Pkw und 60 Lkw transportieren. Durch seinen Umbau im März 2013 wurde die Passagierkapazität auf 960 erhöht. Die Dienstgeschwindigkeit der Fähre betrug 16,2 Knoten, Die Höchstgeschwindigkeit 20,8 Knoten.
Die Sewol hatte kein direktes Schwesterschiff, jedoch wurde die 1989 fertiggestellte und seit 2003 ebenfalls für die Chonghaejin Marine Company in Dienst stehende Ohamana (ehemals Ferry Akebono) oftmals als Schwesterschiff bezeichnet, da sie ursprünglich für dieselbe Reederei (A-Line Ferry) fuhr und eine ähnliche Bauweise hatte (allerdings ein bisschen kleiner war). Nach dem Unglück wurde das Schiff aufgrund von Sicherheitsbedenken ausgemustert. Es kehrte nicht wieder in den Dienst zurück und ging 2017 zum Abbruch. Auch andere Schiffe der Reederei A-Line Ferry hatten eine zur Sewol sehr ähnliche Bauweise. Eines dieser Schiffe, die 1995 ebenfalls von Hayashikane erbaute Ariake, kenterte im November 2009 bei stürmischer See. Nach dem Untergang der Sewol wurden Parallelen zu den beiden Unglücken festgestellt.

## Untergang
| \| \|                            |
| Der Ort des Untergangs der Sewol |
|                                  |

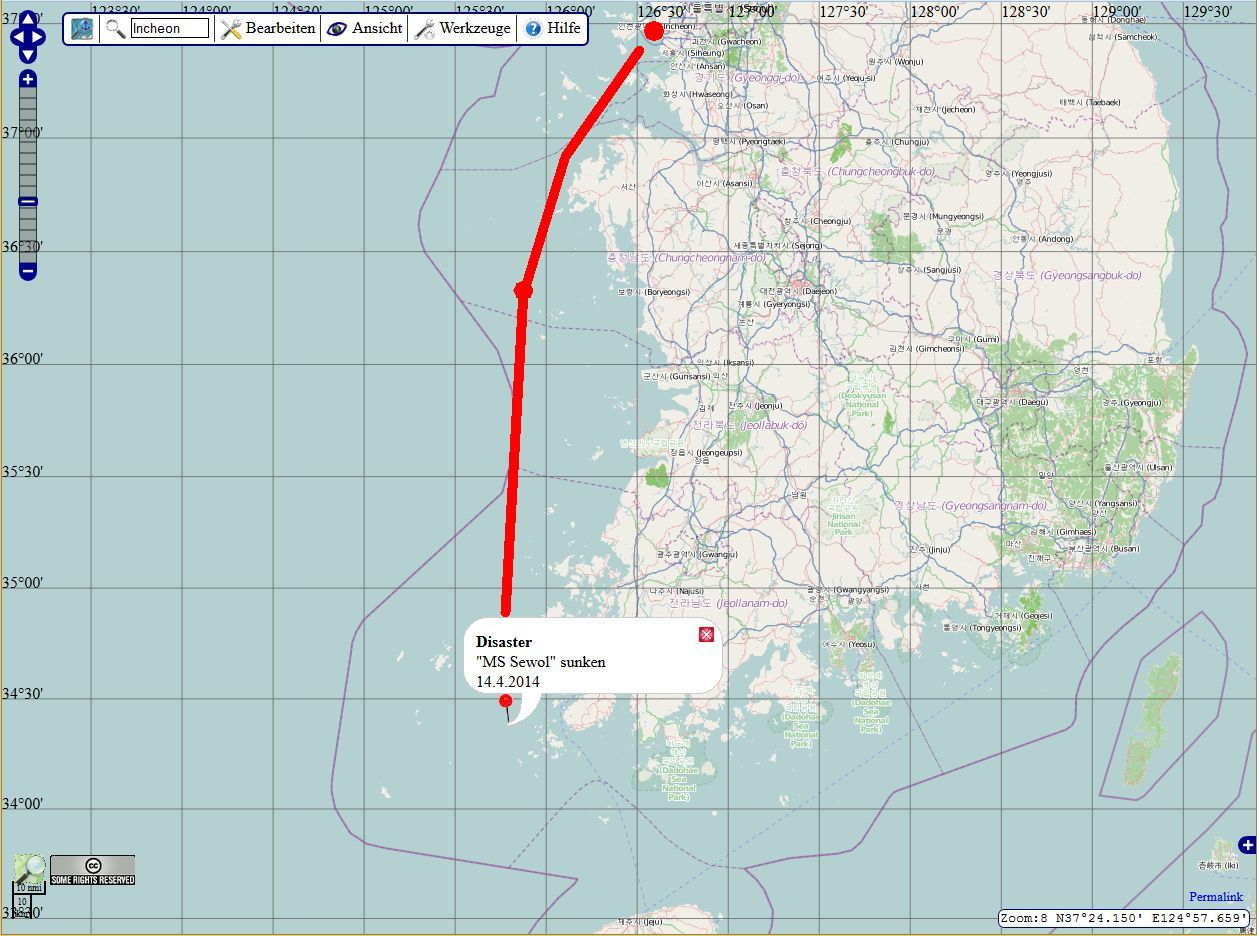
Karte mit AIS-Track

Die Fähre, die sich am 16. April 2014 auf dem Weg vom Festland (Incheon) zur südlichen Ferieninsel Jejudo befand, kenterte und sank in der Nähe der Insel Jindo. Für die Strecke von Incheon nach Jeju war eine Fahrtzeit von 13 ½ Stunden angesetzt. Die geplante Abfahrtszeit in Incheon um 18:30 Uhr (UTC+9) hatte sich am Abend des 15. April bis ca. 21 Uhr verzögert. Der erste Notruf der Sewol ging 12 Stunden später um 08:58 Uhr am Morgen des 16. April bei der zuständigen Behörde, dem Jeju Vessel Traffic Services Center (VTS), ein. Etwa eine halbe Stunde später hatte die Fähre etwa 60° Krängung und weitere eineinhalb Stunden später sank sie.
Eine Zeitlang ragte noch der vorderste Teil des Rumpfes mit dem Wulstbug aus dem Wasser; dann versank die Fähre komplett.
An Bord waren 443 Passagiere und 33 Besatzungsmitglieder. Unter den Passagieren befanden sich 325 Schüler im Alter von 15 und 18 Jahren sowie 15 Lehrer der Danwon High School aus der Stadt Ansan. 185 Tote konnten bis zum 25. April geborgen werden. Retten konnten sich 172 Menschen (frühe Berichte sprachen fälschlicherweise von 174 Überlebenden), darunter 20 Besatzungsmitglieder mit dem Kapitän. Die Passagiere sprangen zum Teil mit Schwimmwesten in das 12 Grad kalte Wasser. Die Überlebenszeit beträgt bei dieser Wassertemperatur nur wenige Stunden. Viele wurden von herannahenden Booten und der Küstenwache und von Hubschraubern aufgenommen. 117 Personen wurden mit Stand 25. April 2014 noch vermisst. In den Tagen nach dem Unglück wurden teils stark abweichende Zahlen zu den an Bord befindlichen Personen sowie der Zahl der Todesopfer und Überlebenden vermeldet. An Bord befanden sich auch rund 150 Fahrzeuge. Vor Jindo breitete sich am 19. April 2014 ein Ölteppich aus.
Der 68-jährige Kapitän Lee Joon-seok war die Urlaubsvertretung des eigentlichen Kapitäns und hatte das Schiff offenbar 30 bis 40 Minuten, nachdem es in Schräglage geraten war, verlassen und konnte sich somit retten. Er entschuldigte sich bei den Angehörigen der Opfer. Zum Unglückszeitpunkt steuerte nicht der Kapitän, sondern die wenig erfahrene 26-jährige Dritte Offizierin das Schiff. Am Morgen des 19. April wurden Kapitän Lee und weitere Besatzungsmitglieder verhaftet. Die Besatzung hatte die Passagiere nach Absetzen des Notrufs aufgefordert, in ihre Kabinen zurückzukehren. Die später Geretteten hatten sich, etwa eine halbe Stunde nachdem das Schiff in Schräglage geraten war, dieser Aufforderung widersetzt. Von den 46 Rettungsinseln an Bord der Sewol wurde nach südkoreanischen Medienberichten offenbar aufgrund der Schräglage des Schiffes nur eine zu Wasser gelassen.
Der 52 Jahre alte stellvertretende Schulleiter Kang Min-kyu der Danwon High School beging nach seiner Rettung auf der Insel Jindo Suizid durch Erhängen.
169 Boote und Schiffe beteiligten sich am Tag des Unglücks an den Rettungs- und Sicherungsmaßnahmen.
Am 18. April 2014 wurden drei Hebesäcke zur Stabilisierung am Bug der Sewol angebracht, damit dieser nicht auf den Grund sinkt. Am folgenden Tag erreichten drei Schwimmkräne die Gewässer der Unglücksstelle.
Die Rettungsmaßnahmen, darunter insbesondere der Einsatz von Rettungstauchern, waren durch die starken Gezeitenströmungen auf ein Zeitfenster von ±½ Stunde um das Stauwasser herum beschränkt und durch die hohe Trübung des Wassers schwierig. Die Wassertiefe am Unglücksort beträgt knapp 40 Meter. Insgesamt wurden 187 Menschen in den Tagen nach dem Unglück tot geborgen. 115 galten zunächst als offiziell vermisst. Im Mai 2017 galten noch immer 9 Menschen als vermisst. Bis November 2017 reduzierte sich diese Zahl auf 5 Vermisste, deren sterbliche Überreste nicht im geborgenen Wrack gefunden werden konnten. Im selben Monat fand für die vermutlich nicht mehr auffindbaren Todesopfer eine symbolische Beerdigung in Ansan statt. Insgesamt forderte das Unglück damit 304 Todesopfer, darunter alleine 250 Schüler der Danwon High School.

## Vermutungen über die Ursache des Unglücks
Die Ursache des Unglücks ist derzeit (Stand 2021) noch nicht klar. Ein Kentern des überladenen Schiffes aufgrund einer abrupten Kursänderung scheint am wahrscheinlichsten. Anfangs wurde berichtet, dass sich aus den Navigationsdaten ergebe, dass die Fähre zur Unglückszeit kurz hintereinander zwei starke Kursänderungen vorgenommen hatte, die erste etwa zehn Minuten vor dem ersten Notruf um 8:48 Uhr Ortszeit um circa 80°, dann vier Minuten später um weitere circa 130°. Eine planmäßige Kursänderung war dabei zur Unglückszeit vorgesehen. Spekuliert wurde in diesem Zusammenhang über ein Verrutschen der Ladung, wodurch das Schiff relativ schnell starke Schlagseite bekommen haben könnte. Das Ministerium für Meeresangelegenheiten teilte am 21. April mit, dass nach der Wiederherstellung von Daten zur Bestimmung der Schiffsposition davon ausgegangen wird, dass die Kursänderungen nicht so stark waren wie zuvor angenommen; am 24. April wurde jedoch berichtet, dass das Rudersystem der Sewol seit mehreren Tagen defekt gewesen und so beim Unglück aus einer leichten Kurskorrektur ein starkes Ruderlegen geworden sei. So behauptete der diensthabende Steuermann in einem Fernsehinterview am 19. April 2014, dass sich das Schiff bei der vom dritten Offizier angeordneten Kursänderung weitaus mehr als sonst üblich gedreht hätte. Die Möglichkeit einer Kollision mit einem Fels wurde für unwahrscheinlich gehalten und konnte nach der Bergung des Schiffes aufgrund des unbeschädigten Rumpfes gänzlich ausgeschlossen werden.

### Ladekapazität und Überladung
Nach Angaben eines AP-Berichtes vom 4. Mai 2014 fuhr die Sewol seit dem Umbau regelmäßig mit mehr Ladung als in der Zulassung erlaubt. Das koreanische Schiffsregister, zuständig für die Ladegrenzen, untersuchte offenbar im Frühjahr 2013 die umgebaute Sewol und reduzierte entsprechend den Dokumenten die zulässige Ladung auf 987 Tonnen. Diese Information wurde zwar dem Schiffseigner Chonghaejin mitgeteilt, nicht aber der Küstenwache und der koreanischen Schiffsvereinigung. Chonghaejin meldete ihrerseits der Schiffsvereinigung die etwa vierfache Kapazität von 3963 Tonnen. Das Schiff fuhr in den 13 Monaten nach dem Umbau „routinemäßig überladen“, also mit mehr als 987 Tonnen beladen, in der Mehrzahl der Überladungsfälle mit über 2000 Tonnen. Vor dem Untergang soll die Sewol mit über 3600 Tonnen beladen gewesen sein, mehr als sonst jemals zuvor laut Unterlagen.
Laut Meldungen einer koreanischen Nachrichtenagentur hatte das Schiff am Unglückstag nur ca. 30 % des von der Klassifikationsgesellschaft vorgeschriebenen Ballastwassers an Bord. Der am Unglückstag beurlaubte, eigentliche Kapitän des Schiffes erklärte der Staatsanwaltschaft, dass er seit dem Umbau Bedenken über die Stabilität des Schiffes hatte und dies auch der Reederei gemeldet habe, darauf sei jedoch keine Reaktion erfolgt. Das Schiff sei demnach im Anschluss an eine abrupte Kursänderung gekentert und gesunken.

## Bergung

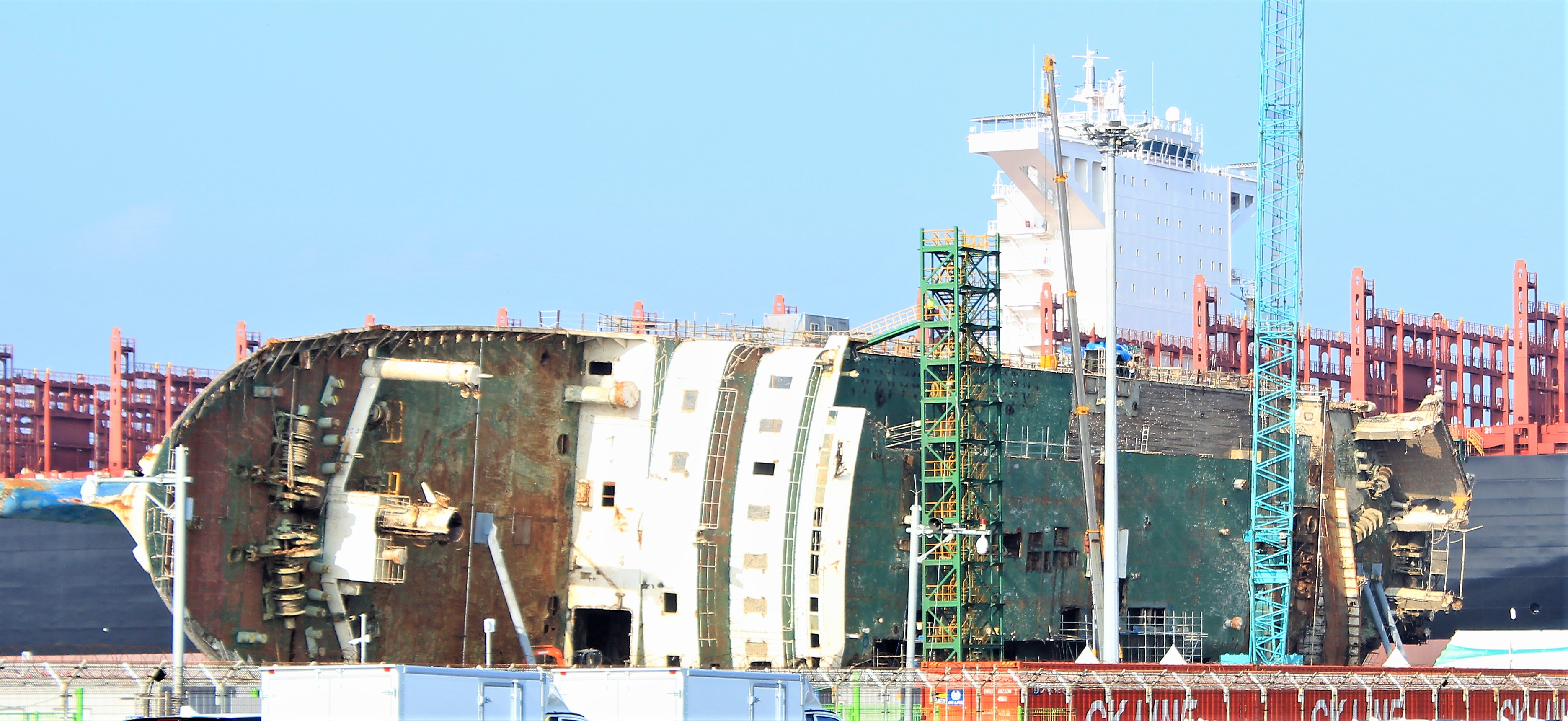
Das geborgene Wrack der Sewol vor dem Aufrichten im August 2017

Etwa zwei Wochen nach dem Untergang waren 212 Insassen im Wrack oder in der Umgebung geborgen; 92 Menschen wurden noch vermisst. Etwa drei und sieben Wochen nach dem Untergang starben zwei Taucher bei den Bergungsarbeiten. Um die Fähre wurde ein Fangnetz verlegt, um ein Abdriften der noch nicht geborgenen Leichen zu verhindern.
Eine Hebung des Schiffs selbst wurde angekündigt. Die Vorbereitungen vor Ort begannen im August 2015. Im Januar 2016 war die erste Phase der Bergung mit dem Abpumpen von 954 Kubikmetern ölverschmutzten Wassers und dem Anbringen von Sicherheitsnetzen an 136 Fenstern und 16 Türen beendet.
Am 12. Juni 2016 wurde mit dem Anheben des Schiffes begonnen. Zunächst wurde der Bug mit Hilfe von Schwimmkränen angehoben und danach 18 Hebearme darunter angebracht. Man erhoffte sich zunächst, das Schiff Ende Juli 2016 wieder an die Oberfläche zu holen.
Am 23. März 2017 wurde das auf der Backbordseite liegende Wrack gehoben und kurz darauf zum Abtransport auf den Halbtaucher Dockwise White Marlin gehievt, der es nach Mokpo brachte. Dort wurde das Wrack aufgerichtet und von der Firma ALE zu einem vorläufigen Standort verbracht, an dem es samt der daneben abgestellten Wracks der bei der Havarie an Bord befindlichen Fahrzeuge verblieb (Stand April 2020). Von der Firma ALE wurde der Landtransport auf Selbstfahrern (SPMT) abgewickelt. 600 Achslinien und – samt Schlamm – 17.000 t Last werden als zwei Weltrekorde für Transport per SPMT bezeichnet.
Die Fahrzeuge und Trümmer aus dem Wrack der Sewol wurden zu einem späteren Zeitpunkt entfernt. Das Schiff selbst befindet sich weiterhin in Mokpo und wird dort restauriert. Es soll als Museum bzw. Denkmal dauerhaft erhalten bleiben.

## Reaktionen und Konsequenzen

### Erste Reaktionen
Kurz nach dem Unglück kam es zu Besuchen der südkoreanischen Präsidentin und des Premierministers bei Opfern und Hinterbliebenen. Die Politiker gerieten dabei und danach in die öffentliche Kritik. Die südkoreanische Regierung erklärte am 19. April die Stadt Ansan und den Landkreis Jindo zu Sonderkatastrophengebieten, um spezielle finanzielle Unterstützungsmaßnahmen gewähren zu können.
Am 20. April machten sich von den etwa 500 Angehörigen, die in einer Sporthalle auf Jindo untergebracht waren, etwa 100 zu einem Protestzug Richtung Seoul auf. In der 420 Kilometer entfernten Hauptstadt wollten sie zum Blauen Haus ziehen und ihre Empörung kundtun. Dabei wurden Sprüche skandiert, wie: „Die Regierung ist der Mörder“. Als sie die Insel über die Jindo-Brücke verlassen wollten, wurden sie von 200 Polizisten zur Umkehr gezwungen. Es folgte ein zweistündiges Sit-in.
„Das Verhalten des Kapitäns und mancher Besatzungsmitglieder ist für den gesunden Menschenverstand unfassbar“, sagte die südkoreanische Präsidentin Park Geun-hye der Nachrichtenagentur Yonhap zufolge am 21. April 2014 vor Mitarbeitern ihres Stabs. Es sei „wie eine Mordtat“ gewesen. Sie kündigte an, dass das Verhalten aller Beteiligter, angefangen von den Schiffseignern über die Inspektoren bis hin zur Schiffsbesatzung, untersucht werde und die Verantwortlichen vor Gericht gebracht werden.
Nachdem die Reaktion der Regierung Südkoreas auf das Unglück in massive Kritik geraten war, bot Premierminister Jung Hong-won am 27. April 2014 seinen Rücktritt an. Staatspräsidentin Park Geun-hye nahm diesen an, erklärte aber, er solle im Amt bleiben, bis die Bergung beendet sei.
Am 11. Mai entzog die Regierung dem Fährunternehmen die Lizenz für die Strecke Incheon – Jeju mit der Begründung, dass massiv gegen Sicherheitsbestimmungen verstoßen worden sei. Die Reederei erklärte, dass sie Lizenzen für weitere Strecken freiwillig zurückgeben werde.
Nach dem Rücktritt von Ministerpräsident Jung Hong-won entschuldigte sich Präsidentin Park Geun Hye erneut für den ungenügenden Rettungsverlauf und kündigte die Nominierung eines Nachfolgers an. Lee Wan-koo trat das Amt am 16. Februar 2015 an.

### Festnahmen
Am 26. April 2014 wurden auch die letzten vier Besatzungsmitglieder festgenommen, nun waren alle 15 überlebenden (leitenden) Besatzungsmitglieder inhaftiert.
Am 8. Mai 2014 wurde berichtet, dass die Staatsanwaltschaft Kim Han Sik, den Chef der Reederei Chonghaejin Marine, festgenommen hat. Er steht im Verdacht, die Überladung der Fähre angeordnet oder zumindest davon gewusst zu haben.
Der Eigner der Reederei, der 73-jährige Yoo Byung-Eun, tauchte im Mai 2014 unter und suchte offenbar vergeblich in Frankreich und Kanada um Asyl wegen politischer und religiöser Verfolgung an. Am 12. Juni 2014 wurde auf einem Feld in Suncheon, 300 km südlich von Seoul, die stark verweste Leiche von Yoo Byung-Eun gefunden.

### Verfahren
Am 15. Mai 2014 wurden der Kapitän und drei weitere Besatzungsmitglieder des Mordes angeklagt; in Südkorea gibt es auch einen Straftatbestand des Mordes durch Unterlassen. Ihnen wird unter anderem vorgeworfen, das Schiff mit den ersten Booten der Coast Guard verlassen zu haben, ohne sich um die Passagiere und um verletzte Besatzungsmitglieder zu kümmern.
Am 10. Juni 2014 begann vor Gericht der Stadt Gwangju der Prozess gegen Kapitän Lee Joon Seok und 14 weitere Angeklagte. Ihm und drei seiner Offiziere drohte im schlimmsten Fall die Todesstrafe. Vor dem Gerichtsgebäude und im Gerichtssaal demonstrierten Angehörige, woraufhin einer der drei Richter mit einer Verfahrens-Aussetzung drohte. Nur wenige Anwälte waren bereit, die Verteidigung zu übernehmen, weshalb den Beschuldigten mehrere Pflichtverteidiger gestellt wurden. Staatsanwalt Park Jae Eok forderte zur Prozess-Eröffnung ein „hartes Urteil“, dies sei ein wichtiger Schritt auf dem Weg zu einem „sichereren Land“.
Am 7. Oktober 2014 kündigte die oberste Staatsanwaltschaft von Südkorea an, dass sie 154 Personen anklagen werde. Der Untergang sei auf fehlerhaft gesicherte Ladung, einen illegalen Umbau des Schiffes zur Erhöhung der Transportkapazität sowie grobe Navigationsfehler der Besatzung zurückzuführen; die Tragweite des Unglücks sei durch eine fehlerhafte Reaktion der Küstenwache verstärkt worden. Auch der Kapitän eines Küstenwachtschiffes sowie 13 Mitglieder des Jindo vessel traffic service wurden angeklagt. Die Anklage forderte die Todesstrafe für den Kapitän.
Am 11. November 2014 wurden der Kapitän und drei weitere Besatzungsmitglieder vom Vorwurf des Totschlages freigesprochen. Stattdessen war der Kapitän zunächst wegen Fahrlässigkeit und des Zurücklassens der Passagiere schuldig gesprochen worden. Er erhielt eine 36-jährige Haftstrafe. Seine Besatzungsmitglieder wurden zu Haftstrafen von jeweils 15, 20 und 30 Jahren verurteilt.
Am 28. April 2015 hat ein Berufungsgericht die Strafe gegen den Kapitän zu einer lebenslangen Haft erhöht. Die Strafe gegen den Kapitän sei angehoben worden, weil das Gericht eine Verurteilung wegen Mordes für angemessen betrachtet. Die beim Unglück diensthabenden Mitarbeiter der Küstenwache wurden im Februar 2021 von allen Vorwürfen freigesprochen.

## Rezeption in Kunst und Kultur

### Filme
- 2014: The Truth Shall Not Sink with Sewol (Orig. 다이빙벨 Diving Bell). Dokumentarfilm von Lee Sang-ho und Ahn Hae-ryong
- 2017: Sewol – Die gelbe Zeit. Dokumentarfilm von Minsu Park.[82]
- 2017: After the Sewol. Dokumentarfilm von Matthew Root und Neil P. George.
- 2018: In the Absence (부재의 기억 Bujae-ui Gieok). Dokumentarfilm von Yi Seung-jun, bei der Oscarverleihung 2020 als bester Dokumentar-Kurzfilm nominiert.[83]
- 2019: Birthday (생일 Saengil). Spielfilm von Lee Jong-un.

### Bühnenstücke
- 2015: Before After. Theaterstück von Kyungsung Lee, deutsche Erstaufführung 2018.[84]

### Musik
- 2017: Spring Day. Lied der südkoreanischen Boy-Band BTS aus dem Album „You never walk alone“.
- 2016: They Keep Silence. Lied der südkoreanischen Postrockband Jambinai aus dem Album „a Hermitage“.